# Chambre de la presse du Reich
La Chambre de la presse du Reich (Reichspressekammer) est un organisme étatique de l'Allemagne nationale-socialiste chargé de contrôler la presse écrite allemande entre 1933 et 1945. C’était l’un des sept organes spécialisés de la Chambre de la culture du Reich (Reichskulturkammer). Elle est présidée pendant toute la durée de son existence par Max Amann.
L'adhésion à la Chambre était nécessaire pour être autorisé à exercer la profession de journaliste. Les requérants devaient fournir des preuves de leur « aryanité » et de leur « conformité politique ». Cet organisme a ainsi contribué à mettre au service de l'État nazi l'ensemble de la presse allemande en en écartant Juifs et opposants au nazisme.